# Graphiurus
Graphiurus là một chi động vật có vú trong họ Gliridae, bộ Gặm nhấm. Chi này được Smuts miêu tả năm 1832. Loài điển hình của chi này là Sciurus ocularis Smith, 1829.

## Các loài
Chi này gồm các loài: